# David Storey
David Malcolm Story (født 13. juli 1933 i Wakefield, død 27. marts 2017) var en britisk forfatter. Som ung mand var han en professionel rugbyspiller.

## Udvalgt bibliografi

### Romaner
- This Sporting Life (1960)
- Pasmore (1972)
- Saville (1976, vandt Bookerprisen)
- As It Happened (2002)

### Skuespil
- In Celebration (1969)
- Home (1970)
- The Changing Room (1972)